# 妹岛
妹岛（日语：／ Imouto jima）是日本所属小笠原群岛中的一个岛屿。行政上属于东京都小笠原村。该岛面积1.22平方公里。妹岛东北800米为姪岛。
该岛最初是一个无人岛。明治时始有移民迁入。1963年人口为33人。后居民迁出。现为无人岛。